# Tony Yalda
Anthony „Tony“ Yalda (* 25. März 1981 in Beirut, Libanon) ist ein libanesischer Schauspieler.

## Leben
Seine Eltern, beide Assyrer, flohen mit ihm aus dem Libanon, als er wenige Tage alt war. Nach einem vierjährigen Aufenthalt in der griechischen Hauptstadt Athen siedelte die Familie schließlich dauerhaft in die USA um und zog nach Chicago.
Bereits in der Schule entdeckte Yalda sein Interesse für die Schauspielerei und trat in Theaterstücken auf. Nach seinem Schulabschluss studierte er zunächst zwei Jahre Schauspiel an der DePaul University's Theatre School, ehe er an das Roosevelt University's Theatre Conservatory wechselte. Da Yalda jedoch so bald wie möglich ins Schauspielgeschäft einsteigen wollte, beendete er seine Ausbildung am Roosevelt University's Theatre Conservatory nicht, sondern zog nach Los Angeles.
Da er zunächst keinen Agenten hatte, schlich er sich in Castingbüros, indem er sich als Kurier ausgab. Mit dieser Taktik hatte er schließlich Erfolg und erhielt seine ersten Rollen. 2005 trat er in einer Episode der Serie The Comeback mit Lisa Kudrow auf und bekam danach auch endlich einen Agenten.
2006 spielte Yalda neben Hugh Grant, Dennis Quaid und Mandy Moore eine größere Rolle in der Filmsatire American Dreamz – Alles nur Show und bekommt seitdem regelmäßig Rollen in Film und Fernsehen.

## Filmografie
- 2003: Fairies
- 2004: A Moment of Grace
- 2004: My Porn Star
- 2004: Para matar a un asesino
- 2005: Mush
- 2005: The Comeback
- 2006: American Dreamz – Alles nur Show
- 2006: Girlfriends
- 2007: Americanizing Shelley